# 下村辰右衛門
4代 下村 辰右衛門（辰右衞門、しもむら たつえもん、1873年（明治6年）2月8日 - 1933年（昭和8年）8月25日）は、明治から大正期の実業家、政治家。貴族院多額納税者議員。旧姓・田淵、小説家下村湖人の養父。

## 経歴
佐賀県出身。田淵茂左衛門の二男として生れ、1896年（明治29年）3月、佐賀市牛島町の醸造業、先代・下村辰右衛門の養子となる。1900年（明治33年）1月に家督を相続した。
1902年（明治35年）以降、佐賀貯蓄銀行監査役、佐賀百六銀行（現三井住友銀行）監査役、佐賀馬車鉄道（のちの佐賀電気軌道）社長、広滝水力電気取締役、佐賀米穀取引所理事、佐賀商業会議所議員、佐賀市参事会員などを務めた。
1904年（明治37年）佐賀県多額納税者として貴族院多額納税者議員に互選され、同年9月29日に就任し、1911年（明治44年）9月28日の任期満了まで1期在任した。
多額の資産を所有して羽振りの良い暮らしをしていたが浪費家で、ついに1919年（大正8年）頃には経済的に困窮し、養子の下村湖人が財産整理に当たった。

## 親族
- 妻 下村ハツケサ（養父辰右衛門長女）[1]
- 養子 下村湖人（本名・虎六郎、旧姓・内田）[1][7]
- 長女 下村菊千代（下村湖人の妻）[1]